# Saint-Antonin-de-Lacalm
Saint-Antonin-de-Lacalm är en kommun i departementet Tarn i regionen Occitanien i södra Frankrike. Kommunen ligger i kantonen Réalmont som tillhör arrondissementet Albi. År 2018 hade Saint-Antonin-de-Lacalm 279 invånare.

## Befolkningsutveckling
Antalet invånare i kommunen Saint-Antonin-de-Lacalm
| Referens: INSEE |